# Альберц, Йорг
Йорг А́льберц (нем. Jörg Albertz; род. 29 января 1971 года, Мёнхенгладбах) — немецкий футболист, полузащитник.

## Карьера

### Клубная
Выступал за немецкие клубы «Фортуна» (Дюссельдорф), «Гамбург» и «Гройтер Фюрт», шотландские «Рейнджерс» и «Клайд», китайский «Шанхай Шэньхуа».

### В сборной
В период с 1996 по 1998 годы сыграл 3 матча за национальную сборную Германии.

## Достижения
- Чемпион Шотландии (3): 1997, 1999, 2000
- Обладатель Кубка Шотландии (2): 1999, 2000
- Обладатель Кубка шотландской лиги (2): 1997, 1999
- Чемпион Китая: 2003